# Ferdinando De Franciscis
Ferdinando De Franciscis (Marcianise, 1º settembre 1930) è un politico italiano.

## Biografia
Laureato in giurisprudenza, è avvocato e patrocinante in Cassazione.
Nel 1996 è eletto alla Camera nelle liste del CCD-CDU, in alleanza con il Polo delle Libertà. Nel 1998 segue Clemente Mastella nella scissione che dà vita ai Cristiani Democratici per la Repubblica (CDR) prima e all'Unione Democratica per la Repubblica (UDR) di Francesco Cossiga poi. Nel 1999 partecipa alla fondazione dell'Unione Democratici per l'Europa (UDEUR), sempre con Mastella. Ricopre l'incarico di sottosegretario alle Finanze durante il governo D'Alema I (1998-1999) e poi al Tesoro, bilancio e programmazione economica durante il governo D'Alema II (1999-2000). Termina il suo incarico parlamentare nel 2001.
Dal 2009 è membro del comitato regionale campano dell'Unione di Centro e coordinatore locale del partito a Marcianise.